# Distretto di Ab Band
Il distretto di Ab Band è un distretto dell'Afghanistan appartenente alla provincia di Ghazni. Viene stimata una popolazione di 13 783 abitanti (stima 2016-17).